# Чемпионат России по конькобежному спорту 1893
Чемпионат России по конькобежному спорту в классическом многоборье 1893 года — пятый чемпионат России, который прошёл в феврале 1893 года в Москве на катке Нижне-Пресненского пруда. Чемпионат России во второй раз выиграл Сергей Пуресев (Москва), призёром стал ещё один москвич — Василий Шустов).
Первые чемпионаты России (1889—1893) проводились на одной дистанции — 3 версты (3180 метров).

## Результаты чемпионата
| место | спортсмен      | город  | 3 версты (3180 м) |
| ----- | -------------- | ------ | ----------------- |
| 1     | Сергей Пуресев | Москва | 6.32,2            |
| 2     | Василий Шустов | Москва | 6.52,2            |